# Stefan z Wierzbna (zm. po 1326)
Stefan z Wierzbna (ur. ok. 1305, zm. po 1326) – protoplasta morawskiej linii rodu panów z Wierzbnej.
Był synem Fasolda i bratem Henryka, archidiakona wrocławskiego. Pojawia się wraz z bratem na dokumencie z 1326 roku.
W drugiej połowie XIV wieku na Morawach działał Stefan z Wierzbna, zmarły między 1378 a 1396 roku. Miał on synów Heinczka i Stefana oraz córki Annę, żonę niejakiego Jirzika, i Agnieszkę, żonę Pawła Schenwitza, starostę Osoblahy. Hipotetycznie przyjmuje się, że Stefan działający na Morawach nie był identyczny ze Stefanem Fasoldowicem, lecz jego synem i imiennikiem.